# Телескоп Райла
Телескоп Райла (англ. Ryle Telescope) — колишній радіотелескоп у Маллардівській радіоастрономічній обсерваторії в Англії. Складався з восьми 13-метрових параболічних антен, чотирьох нерухомих і чотирьох рухомих, розташованих уздовж лінії довжиною 4,8 км у напрямку схід-захід. Був відкритий в 1972 році і спочатку мав назву П'ятикілометровий масив. У 1989 році перейменований на честь британського піонера радіоастрономії і Нобелівського лауреата Мартіна Райла. Телескоп був закритий у 2006 році, а його антени увійшли до складу Arcminute Microkelvin Imager Large Array.

## Технічні особливості

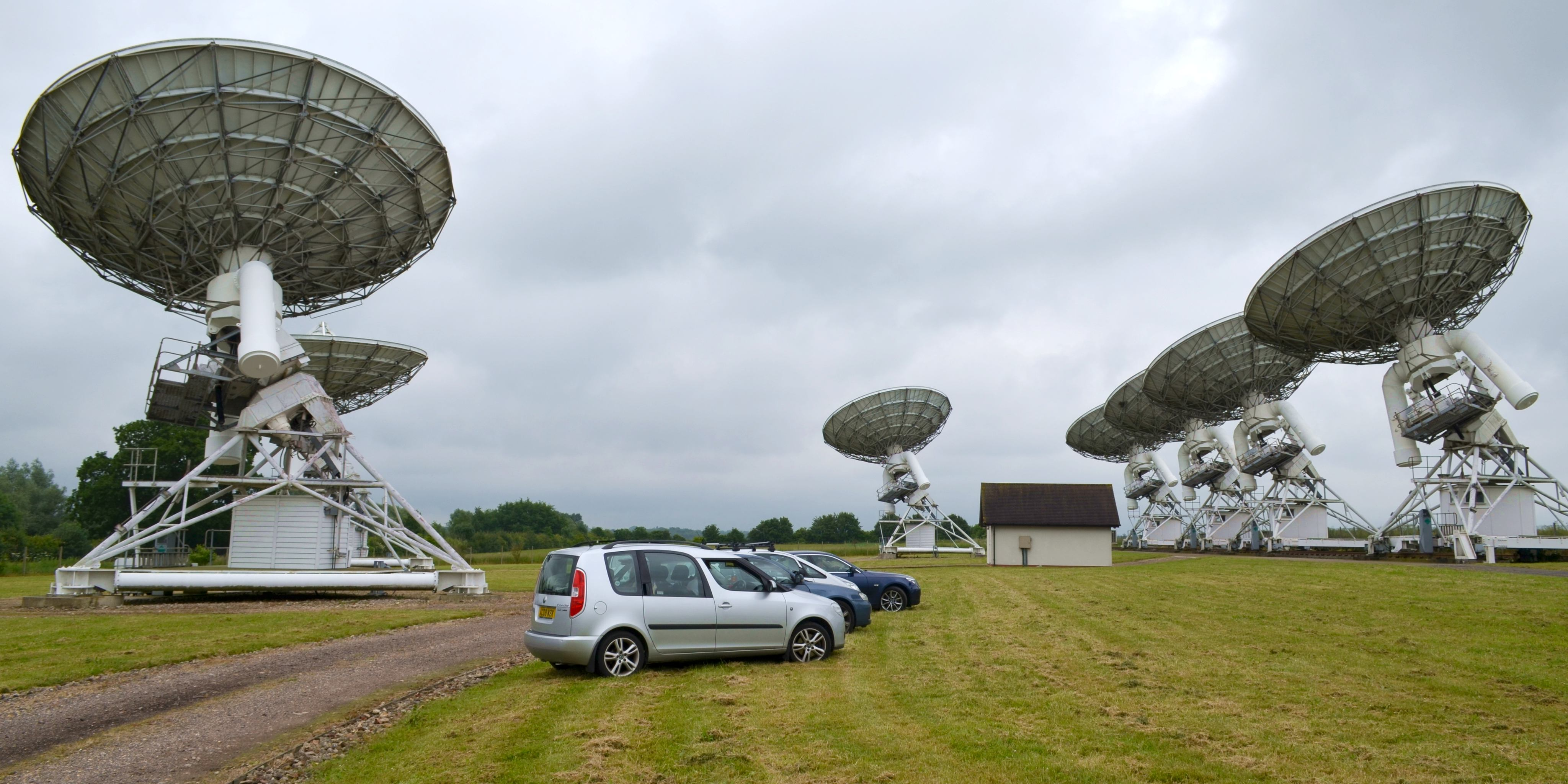
Arcminute Microkelvin Imager Large Array, побудований з використанням антен телескопа Райла

Телескоп Райла був восьмиелементним інтерферометром, що працював на частоті 15 ГГц (довжина хвилі 2 см). Елементи являли собою 13-метрові антени системи Кассегрена на екваторіальному монтуванні, встановлені вздовж базової лінії в напрямку приблизно схід-захід. Чотири антени встановили на залізничній колії довжиною 1,2 км, а решта чотири закріпили на відстані 1,2 км одна від одної. Це дозволяло в різних конфігураціях отримувати плече інтерферометра від 18 м до 4,8 км.
Для отримання зображень із високою роздільною здатністю рухомі антени розташовували вздовж всієї залізничній колії, забезпечуючи рівномірне базове покриття до 4,8 км, а для дослідження об'єктів з низькою яскравістю (наприклад, ефекту Сюняєва-Зельдовича) рухомі антени розташували в «компактній групі» на максимальній відстані близько 100 м. Усі пари антен були корельовані, тому деякі довгі плечі завжди були наявні, навіть у компактній конфігурації.
Оскільки телескоп був орієнтований у напрямку зі сходу на захід, більшість спостережень включали 12-годинні спостереження, щоб заповнити синтезовану апертуру. Іншим наслідком геометрії телескопа було те, що було непрактично знімати джерела поблизу екватора або на півдні.

## Застосування
Телескоп працював за трьома основними науковими програмами:
- дослідження ефекту Сюняєва-Зельдовича в скупченнях галактик, зокрема для визначення сталої Габбла;
- зйомка радіоджерел, які могли б забруднити спостереження космічного мікрохвильового фону на кутовій шкалі порядку градуса, зроблені за допомогою Дуже малого масиву;
- моніторинг потоку змінних галактичних джерел.

Хоча телескоп не планувався як інструмент для сторонніх спостерігачів, оператори радо приймали зовнішні пропозиції спостережень, якщо вони не дублювали існуючі спостережні програми. Моніторинг змінних джерел здійснювали шляхом коротких спостережень, які часто вставлялися між довшими «стандартними» спостереженнями.

Схема телескопа Райла[2]